# جاگو (فیلم)
جاگو (به هندی: Jaago) یا بیدار شو فیلمی محصول سال ۲۰۰۴ و به کارگردانی مهول کومار است. در این فیلم بازیگرانی همچون مانوج باجپایی، سانجای کاپور، راوینا تاندون و هانیسکا موتوانی ایفای نقش کرده‌اند.